# Karanggupito
Karanggupito is een bestuurslaag in het regentschap Ngawi van de provincie Oost-Java, Indonesië. Karanggupito telt 4163 inwoners (volkstelling 2010).